# Gromin Dolac
Gromin Dolac falu Horvátországban, Hvar szigetén. Közigazgatásilag Jelsához tartozik.

## Fekvése
Splittől 48 km-re délkeletre, Jelsától légvonalban 4, közúton 10 km-re délkeletre, a Hvar sziget déli részén egy völgyben fekszik. A sziget északi részéről az 1400 méter hosszú Pitve-Zavala alagúton át érhető el. Zavalától 3 km-re keletre található. A település amfiteátrumszerűen öleli körül a völgyet, melynek közepén található egyetlen domináns épülete az Obradić-torony. Kőházainak egy része még a 17. században épült és egyúttal a kalóztámadások elleni védelem céljára is szolgált.

## Története
Hvar szigete már az újkőkorszakban lakott volt. Az itteni élet nyomai az i. e. 3500 körüli időkig vezetnek vissza, amikor a hvari kultúra virágzott itt. A kultúrát a Grapčeva-barlangban talált leletek alapján azonosították, melyek ma a hvari városi múzeumban találhatók. A barlang Gromin Dolactól mindössze 2 km-re keletre, a sziget déli lejtőjén 239 méteres tengerszint feletti magasságban fekszik.
A település a szomszédos településekhez hasonlóan valószínűleg a 15. században a keletkezett. Ma is álló kőházainak egy része a 17. században épült. Ekkor építették a török támadások ellen az Obradić-tornyot. A velencei uralomnak 1797-ben vége szakadt és osztrák csapatok vonultak be Dalmáciába. 1806-ban a sziget az osztrákokat legyőző franciák uralma alá került, de Napóleon lipcsei veresége után újra az osztrákoké lett. 1857-ben 65, 1910-ben 67 lakosa volt. A település 1918-ban az új szerb-horvát-szlovén állam, majd később Jugoszlávia része lett. A II. világháború után a szocialista Jugoszláviához került. 1991-től a független Horvátország része. Lakosságának száma az 1950-es évektől az elvándorlás következtében drasztikusan csökkent. 2011-ben mindössze 3 lakosa volt.

## Népesség
| Lakosság változása | Lakosság változása | Lakosság változása | Lakosság változása | Lakosság változása | Lakosság változása | Lakosság változása | Lakosság változása | Lakosság változása | Lakosság változása | Lakosság változása | Lakosság változása | Lakosság változása | Lakosság változása | Lakosság változása | Lakosság változása |
| ------------------ | ------------------ | ------------------ | ------------------ | ------------------ | ------------------ | ------------------ | ------------------ | ------------------ | ------------------ | ------------------ | ------------------ | ------------------ | ------------------ | ------------------ | ------------------ |
| 1857               | 1869               | 1880               | 1890               | 1900               | 1910               | 1921               | 1931               | 1948               | 1953               | 1961               | 1971               | 1981               | 1991               | 2001               | 2011               |
| 65                 | 0                  | 54                 | 65                 | 88                 | 67                 | 0                  | 0                  | 35                 | 172                | 28                 | 20                 | 10                 | 4                  | 4                  | 3                  |

(1869-ben, 1921-ben és 1931-ben, lakosságát Jelsához számították.)

## Nevezetességei
- A település domináns építménye az Obradić Bevilaqua-torony,[4] egy kétemeletes 17. századi épület, mely a sziget többi hasonló korú épületéhez képest nagyon jó állapotban maradt fenn. A négyzet alaprajzú épület, faragott kövekből épült. Teteje sátortető, kis akroterionnal. A terep lejtése miatt keleten háromszintes,míg nyugaton kétszintes. Nyugaton a lakó, keleten a gazdasági bejárat található, a déli homlokzat mentén kőlépcső vezet a földszintre a gazdasági épületrészhez. A homlokzatokat egyetlen tengelyben elhelyezett, kőkeretes ablakok tagolják. A nyugati oromzat ablaka alatt két konzol található, amelyek valószínűleg védelmi célokat szolgáltak. A tornyot 1660 körül építtette Ivan Obradić Bevilaqua, Szent Márk lovagja. Az egyik legjobb állapotban fennmaradt 17. századi erőd Hvar szigetén.
- A falutól délkeletre a tengerpart közelében található a Budić-ház (ma a Radonić család tulajdona), mely a 16. század közepén épült reneszánsz nyaralóépület.
- A falutól 2 km-re északkeletre található a nevezetes Grapčeva-barlang. A faluból kiindulva a Virak-öblön keresztül közelíthető meg. Rendkívül gazdag sztalaktit és sztalagmit oszlopokban. A mediterrán térségben a barlang az egyik legjelentősebb neolitikumi lelőhely, a hvari kultúra bölcsője. Természetvédelmi terület.

## Fordítás
Ez a szócikk részben vagy egészben  a   Gromin Dolac című horvát Wikipédia-szócikk ezen változatának fordításán alapul.  Az eredeti cikk szerkesztőit annak laptörténete sorolja fel. Ez a jelzés csupán a megfogalmazás eredetét és a szerzői jogokat jelzi, nem szolgál a cikkben szereplő információk forrásmegjelöléseként.